# Вулиця Олеся Бабія
Ву́лиця Оле́ся Бабія́ — вулиця у Святошинському районі міста Києва, селище Перемога. Пролягає від вулиці Сім'ї Стешенків до вулиці Василя Верховинця.

## Історія
Вулиця виникла у 50-ті роки XX століття під назвою Завулок № 6. У 1968 році отримала назву вулиця Миколи Кузнєцова, на честь Героя Радянського Союзу радянського партизана, розвідника Миколи Кузнецова.
Сучасна назва на честь українського письменника, поета та літературознавця, автора гімну ОУН «Зродились ми великої години» Олеся Бабія — з 2021 року.